# Алчевська Христина Данилівна
Христи́на Дани́лівна Журавльова, у шлюбі Алче́вська (нар. 4 (16) квітня 1841, Борзна, Чернігівська губернія, Російська імперія — 15 серпня, 1920, Харків, Українська РСР) — український педагог, організаторка народної освіти, меценатка, письменниця. Засновниця (1862) Харківської жіночої недільної школи, що була зразком організації освіти дорослих в Україні, Росії та дістала схвальну оцінку на Заході.
Дружина засновника м. Алчевська Олексія Алчевського, мати Дмитра (кандидат природничих наук), Григорія, Ганни (викладачка в жіночій недільній школі), Миколи (театральний критик, автор першого букваря для дорослих українською), Івана та Христини Алчевських.

## Життєпис
Народилась 4 (16) квітня 1841 у Борзні, Чернігівщина. Батько Данило Журавльов — викладач російської словесності в міському училищі, мати — Аннет Миколаївна Вуїч (1809—1857), дворянка, донька героя війни 1812 року генерала Вуїча, сина молдовського господаря, мала сербське й румунське коріння. У Христини було ще два брати: Михайло та Леонтій.
Освіту здобула самотужки.

## Діяльність
У часи революційної ситуації 60-х років XIX ст. під псевдонімом «Українка» листувалася з О. Герценом, один з її листів надруковано в його часописі «Колокол».
У 1862 заснувала Харківську жіночу недільну школу. Офіційно її засновано у 1870, утримувала цю школу до 1919. В школі правознавство, географію, історію України, письмо, математику, фізику та хімію викладала з колективом педагогів-сподвижників — безплатно працювало понад 100 вчителів. В перші роки в школі було близько 50 учениць, середній вік школярок на 1878-79 роки — 12 років, на 1892-93 роки — 14 з половиною років. У 1892-93 роках кількість учениць зросла до 600—700. Збільшилася і кількість викладачок: на 5 учениць припадала одна учителька. Учениць було поділено на три категорії: ті, хто зовсім не вміли писати, ті, хто вміли читати, але не вміли писати, та ті, кому потрібно було покращувати свої навички. Кожна група мала одну або двох кураторок, які займалися і позакласною роботою: учениці ходили на екскурсії, відвідували театри та вистави, брали участь у літературних читаннях.
У 1896 році Алчевська збудувала для школи будинок вартістю 50 000 карбованців — єдине власне, тобто таке, що належало школі, приміщення серед усіх недільних шкіл Російської імперії.
У 1879 відкрила ще одну школу в селі Олексіївка (нині у складі Перевальського району Луганської області), навчання в якій вели українською мовою. У школі викладав Борис Грінченко.

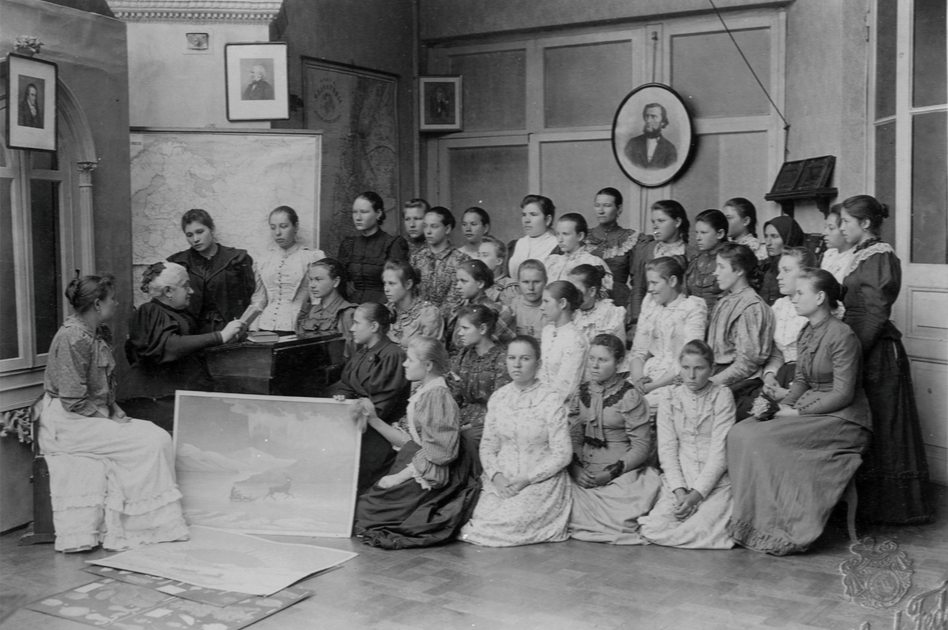
Читання Алчевської

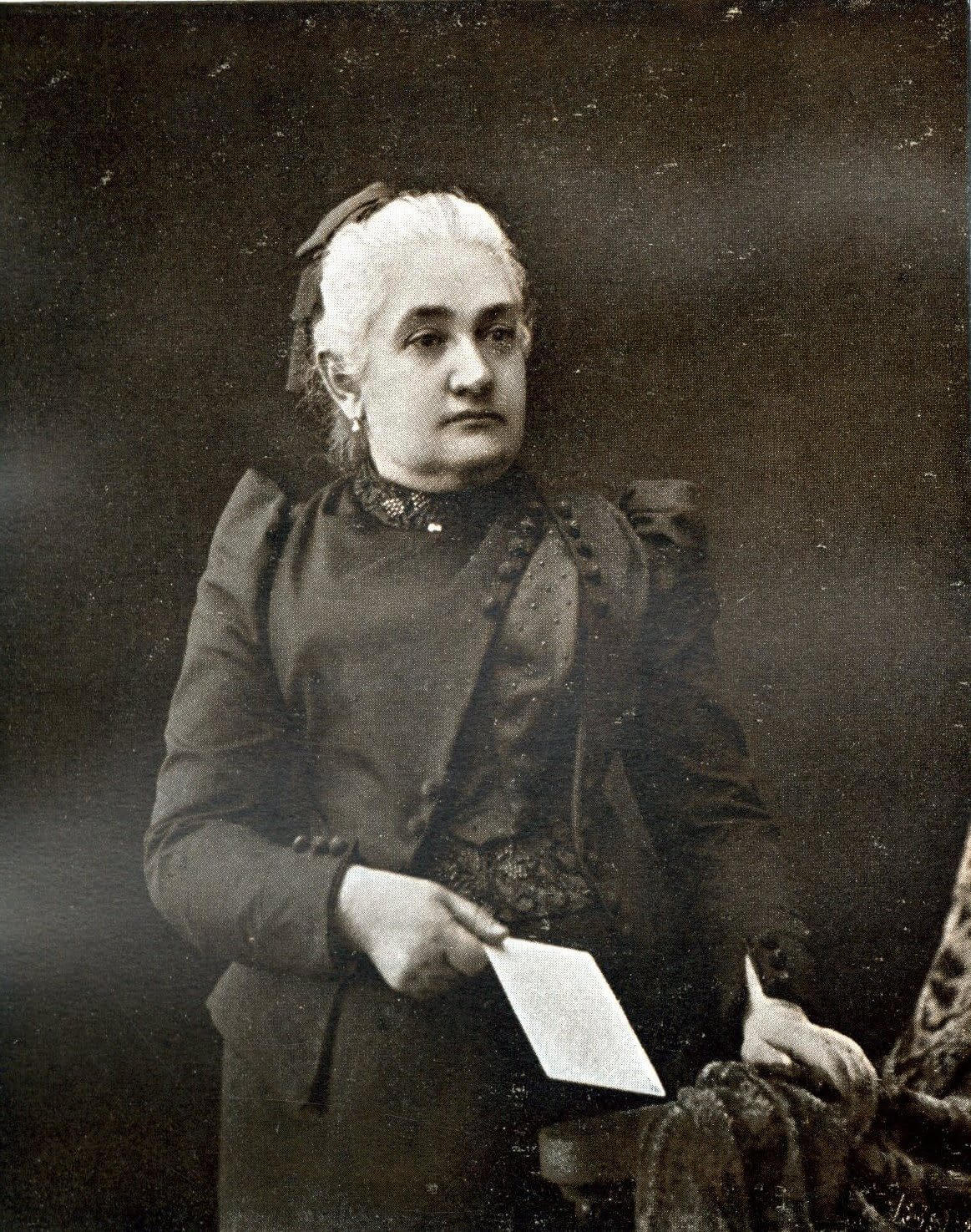
Христина Алчевська, 1892 р.

Популяризувала українську мову, народну пісню, творчість Тараса Шевченка. На своїй садибі у Харкові (тепер будинок Палацу культури Національної поліції) у 1900 встановила перший у Україні пам'ятник Тарасу Шевченку, погруддя роботи скульптора Володимира Беклемішева.
Христина Алчевська згуртувала й очолила авторський колектив з укладання 3-томного критико-бібліографічного покажчика «Что читать народу?» (1884—1906). У ньому понад 4 тисячі рецензій, відгуків, анотацій близько 80 авторів, учителів, викладачів, професорів і просто читачів на твори української, закордонної, російської літератури. Сама Алчевська написала 1150 анотацій. Авторський колектив на чолі з нею підготував також 3-томний посібник «Книга взрослых», що протягом 1899—1917 витримав 40 видань.
Авторка мемуарів «Передуманное и пережитое» (1912), методичних статей з навчання дорослих та оповідань, укладачка «Каталога книг» для недільних шкіл, учасниця педагогічних експозицій на всеросійських та міжнародних виставках (у Москві та Нижньому Новгороді — 1895, 1896, Парижі — 1889, 1900, Чикаго — 1893).
Ушанована багатьма найвищими нагородами — золотими та срібними медалями, почесними дипломами тощо, обрана віцепрезидентом Міжнародної ліги освіти.
На її надгробку зроблений напис «Просвітителька народу».

Померла 15 серпня 1920 року у Харкові.

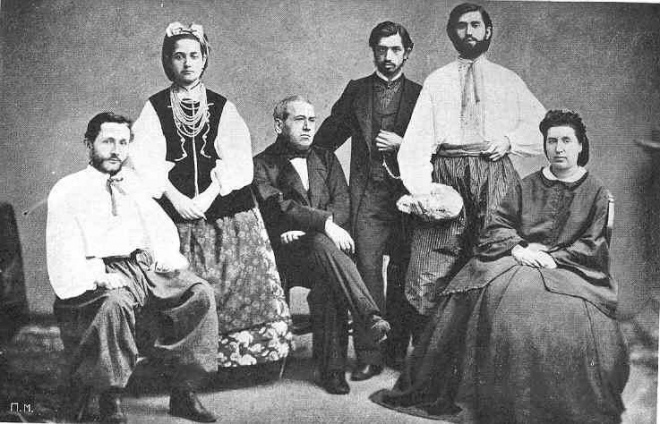
Сидить ліворуч — Олексій Алчевський, позаду нього стоїть Христина Алчевська. Стоять, ймовірно, брати Христини: Михайло та Леонтій, сидить її батько, Данило Журавльов. 1860-ті рр.

## Вшанування пам'яті
- Іменем Христини Алчевської названо 28 курінь УПЮ[10].
- Іменем Алчевської названо Борзнянську загальноосвітню школу I—III ступенів[11].
- Іменем Алчевської названо Алчевську спеціалізовану школу № 1.
- Вулиця Христини Алчевської у містах Дніпро, Кривий Ріг, Кременчук, Львів та Чернігів.
- У місті Київ є провулок Христини Алчевської.